# Wet buitengewone bevoegdheden burgerlijk gezag
De Wet buitengewone bevoegdheden burgerlijk gezag (Wbbbg) is een Nederlandse wet die opnieuw vastgesteld is in 1996. Doel was een regeling te treffen in verband met de totstandkoming van de Coördinatiewet uitzonderingstoestanden voor buitengewone bevoegdheden van burgerlijk gezag. De wet dateert oorspronkelijk uit 1952.
In de Coördinatiewet uitzonderingstoestanden zijn in 1996 de staat van oorlog en de staat van beleg afgeschaft en daarvoor in de plaats zijn gekomen de beperkte noodtoestand en de algemene noodtoestand.

## Uitvoering door ministers, commissarissen van de koning en burgemeesters
inwerkingtreding
In geval van een noodtoestand laat de Regering (via een Koninklijk Besluit op voordracht van de minister-president) de wet in werking treden.
Bevoegdheidsverdeling openbare orde en veiligheid
Daarna oefenen de commissaris van de Koning en de burgemeester hun bevoegdheden voor de handhaving van de openbare orde en veiligheid uit op aanwijzing van de minister van Binnenlandse Zaken. De burgemeester handelt daarbij ook op de aanwijzingen van de commissaris. De minister kan de openbare orde en veiligheidstaken van de commissaris en de burgemeester naar zich toetrekken of aan een ander burgerlijk gezagsorgaan toekennen.
De Staten-Generaal kunnen de wet weer buiten werking stellen.
Bijzondere noodbevoegdheden
- De minister van Binnenlandse Zaken, de commissaris van de Koning en de burgemeester kunnen van eenieder inlichtingen vragen en inzage krijgen in stukken/informatiedragers.
- De minister van Binnenlandse Zaken en bij spoed de commissaris van de Koning kunnen iedereen interneren waar een gegrond vermoeden van bestaat dat hij/zij een gevaar is voor de openbare orde en veiligheid.
- De ministers van Binnenlandse Zaken en van Justitie kan artikel 56 van de Politiewet 2012 voor het gehele land of een gedeelte daarvan buiten werking stellen. Dit artikel ziet op bijstand aan de politie.
- De minister van Binnenlandse Zaken kan het vervaardigen, uitgeven, voorhanden hebben, verspreiden, aanbrengen of in de handel brengen van geschriften, opschriften, tekeningen of afbeeldingen beperken. Bepaalde geschriften, opschriften, tekeningen of afbeeldingen kunnen zelfs geheel verboden worden.
- De burgemeester kan samenkomsten op openbare plaatsen en samenkomsten van meer dan tien personen op niet-openbare plaatsen verbieden. Voor een betoging is een schriftelijke vergunning nodig.

## Toepassing
De wet is voor het eerst (gedeeltelijk) toegepast in januari 2021 om een avondklok in te voeren als maatregel tegen de verspreiding van COVID-19. Op 20 januari 2021 kondigde het demissionaire kabinet-Rutte III aan een landelijke avondklok te willen invoeren. Een dag later vond hierover een debat in de Tweede Kamer plaats, waarbij verschillende moties werden ingediend. Uiteindelijk werden op 22 januari het Besluit houdende inwerkingtreding en inwerkingstelling van artikel 8, eerste en derde lid, van de Wet buitengewone bevoegdheden burgerlijk gezag en de Tijdelijke regeling landelijke avondklok covid-19 gepubliceerd, waarmee een avondklok werd ingesteld.
De avondklok werd in eerste instantie ingesteld van 23 januari tot 10 februari tussen 21.00 en 04.30 uur. Zij regelt een verbod op het vertoeven in de openlucht op alle openbare plekken en erven bij voor publiek openstaande gebouwen. Uitzonderingen op het verbod zijn onder andere medische hulp, hulpverlening aan een hulpbehoevende persoon, werk, calamiteiten, examens of het aangelijnd uitlaten van een hond. Later werd de avondklok verlengd tot 2 maart 2021.
Op 16 februari oordeelde de voorzieningenrechter in een kort geding, dat was aangespannen door Stichting Viruswaarheid, dat de avondklok niet kon worden gebaseerd op de Wbbbg en daarom moest worden ingetrokken. De Staat stelde diezelfde dag nog hoger beroep in en vroeg in een incidentele vordering om de werking van de uitspraak in kort geding op te schorten. Die vordering werd door het Gerechtshof toegewezen, zodat de avondklok in stand kon blijven totdat op het hoger beroep zou zijn beslist.
Op 18 februari, voordat op het hoger beroep was beslist, nam de Eerste Kamer een wetsvoorstel waardoor de avondklok gebaseerd kon worden op de Wet Publieke Gezondheid. Daarmee is de Wbbbg niet langer nodig als juridische basis onder de avondklok.